# 伏尔加汽車
伏尔加（Волга），是俄罗斯高尔基汽车厂旗下的一款汽车品牌，曾被广泛地用于社会主义国家的公务用车，在东欧、中国、朝鲜等国极为常见。配备一辆伏尔加汽车，在当时着实是一种身份与地位的标志。苏联与当今俄国的领导人都对它予于厚爱。伏尔加汽车被认为是前苏联工业的象征和骄傲，其命运也和它的国家一样跌宕起伏。
伏尔加汽车曾是合资汽车企业进入中国市场前的一款常见公务轿车车型，也是国产轿车仿造的对象与模仿的标杆。而轿车作为当时社会的奢侈品，由国家统筹分配、只有司局级以上领导才可以配备该车。人们也根据其制造厂高尔基汽车厂（ГАЗ）的音译，也常将其称为嘎斯汽车。1980年代后，随着上海大众等汽车合资企业的建立，西方汽车款型开始进入中国市场，樣式老旧的伏尔加汽车遂退出历史舞台。

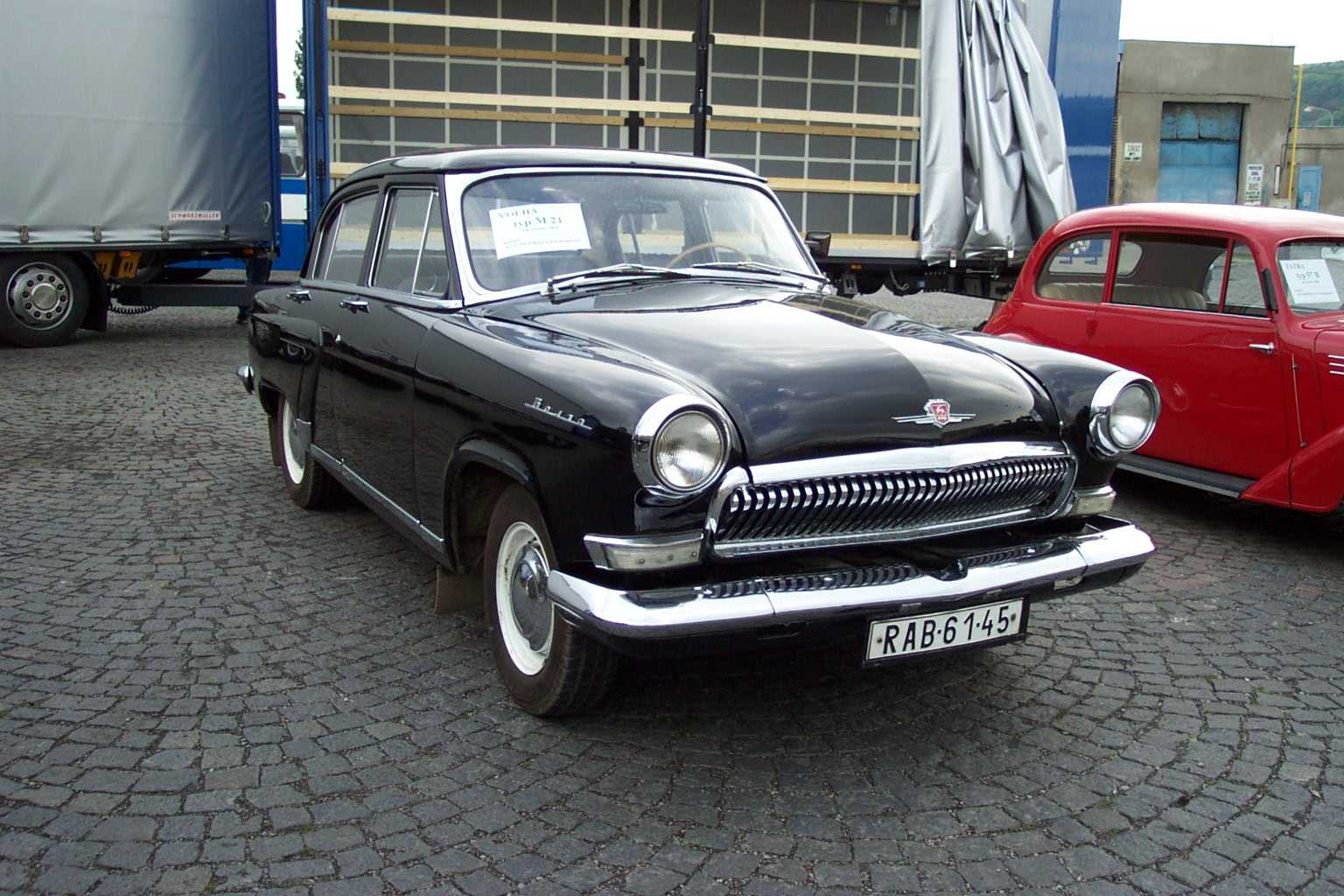
伏尔加经典之作嘎斯21

## 第一代（嘎斯21）
嘎斯21（ГАЗ-21）是第一款冠以伏尔加之名的车辆型号，它的研制始于1953年。1956年10月10日，在美国福特汽车公司协助下第一批三辆嘎斯21下线。其大胆的车身线条、鲨鱼嘴型散热隔栅以及其特征性的镀铬鹿形汽车标志给人留下了深刻的印象。该车较高的底盘、坚固耐用的悬挂系统、强大的引擎和防锈性能也使它成为了时代的佼佼者。很好地适应了苏联严苛的气候条件和颠簸的路况。
嘎斯21的豪华配置使之成为一款面向高端市场的产品。虽然每一个苏联公民都允许购买，但它高昂的价格使多数群众望而却步。1961年，一辆伏尔加的定价为5100卢布，以当年苏联公民平均月工资77.1卢布计算，一人不吃不喝的话，也要攒5年多才买得起。当时的社会只有约2% 的人能够负担得起。
该车型在当时颇受警察与出租车用户得青睐。高尔基车厂甚至专门为克格勃机关定制了一种V8型号嘎斯21。1960年代，为打入美国市场，汽车厂推出了一种自动档的嘎斯21。1960年至1969年，中国北京汽车制造厂获得嘎斯21的生产许可，命名为“东方红”牌轿车。1962年至1970年间，一种旅行车型号嘎斯22（GAZ-22）亦有生产。今天嘎斯21成为世界汽车爱好者追求的偶像，在美国也有一定量的收藏。
虽然嘎斯21曾相当受市场欢迎，但到了1960年代也逐渐显得落伍了。高尔基汽车厂开始着手下一代产品的开发。

## 版本
- GAZ 21：1956 年至 1971 年生产的普通轿车版本。
- GAZ-21P：皮卡车 1958 年至 1969 年生产的版本。
- GAZ-22：商用 旅行车 1962 年至 1971 年生产的版本。
- GAZ-21U：1965 年至 1971 年生产的额外镀铬装饰版本。
- GAZ-90 追击者：克格勃 1956 年至 1962 年生产的版本。

## 第二代（嘎斯24）
嘎斯24（ГАЗ-24）从1967年起进行了有限量的生产，到了1970年后方开始大规模投产。嘎斯24的旅行车型号嘎斯24-02也于1972年面世。嘎斯24的生产一直到1992年才停止，在出口市场上取得了相当的成功，它是高尔基汽车厂历史上销售的最多的一款车型，总数达600,000。
在70年代，基本上所有嘎斯汽车都是基于嘎斯24平台开发的，其中包括一款有限量的24型敞篷车。1985年至1992年间，该厂推出了塑料前隔栅的嘎斯24-10，和旅行车版的嘎斯M24-12。

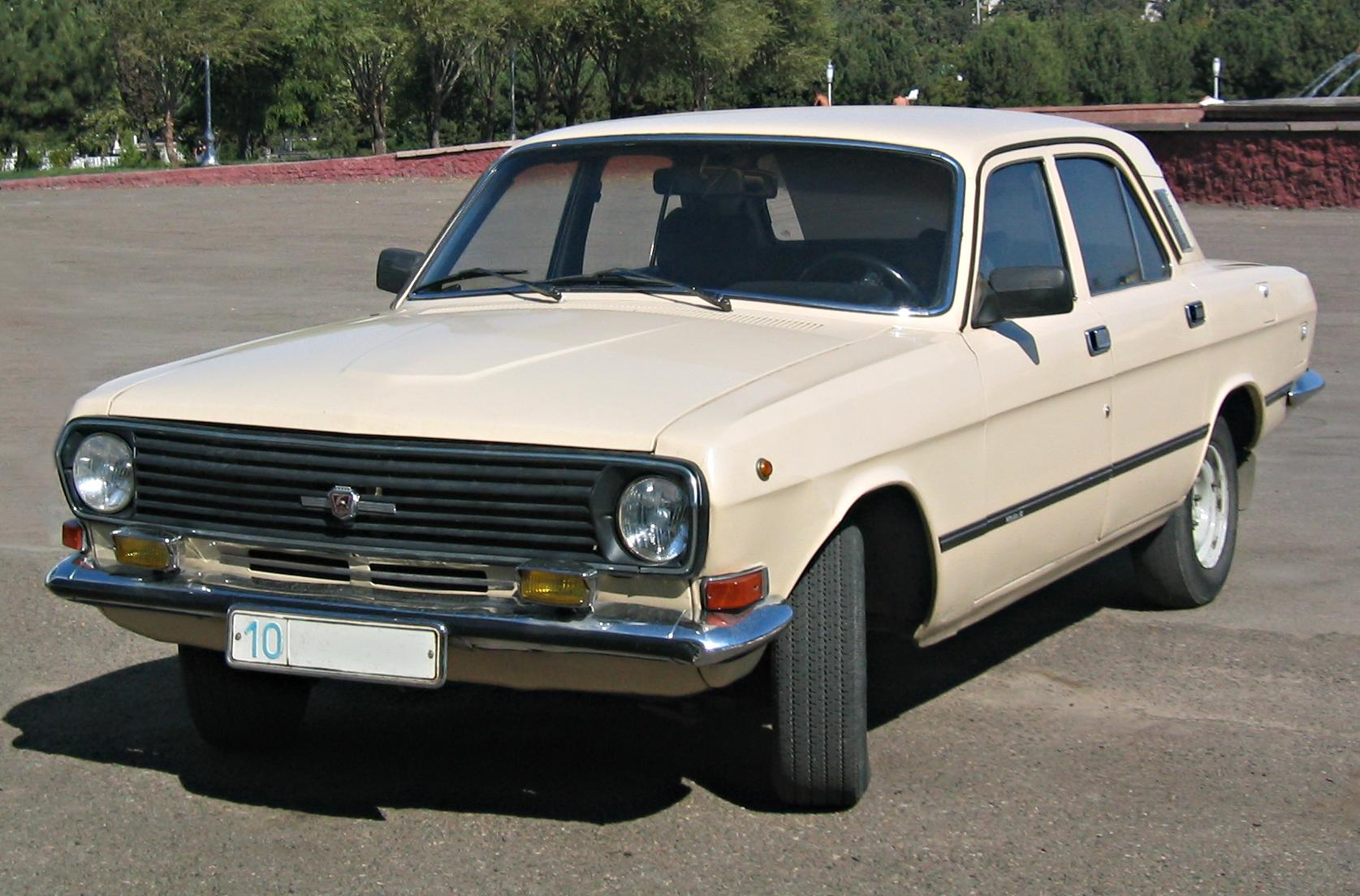
嘎斯24-10

## 第三代（嘎斯3102）
该车是嘎斯24的升级和豪华版本，于1982年投产，於2010年停產。
嘎斯31029，车前部拥有更好的空气动力学外型，曾在1991年至1996年间进行生产。

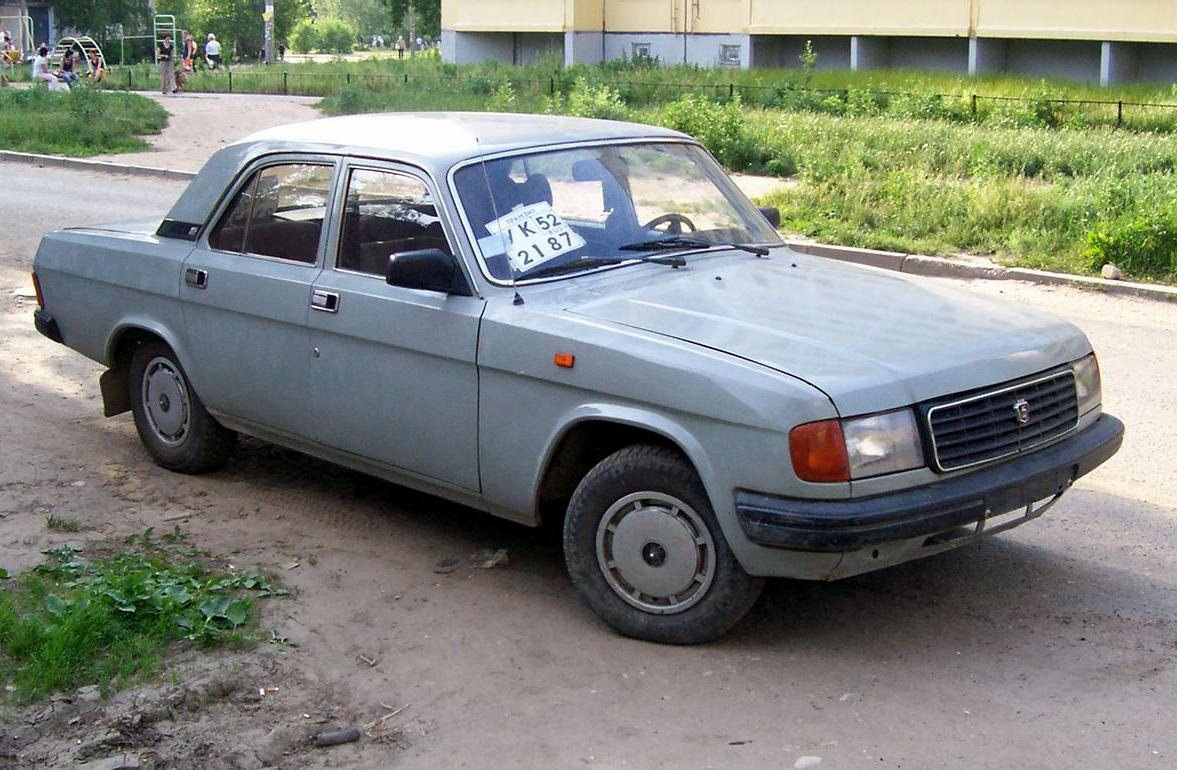
嘎斯31029

## 第四代（嘎斯3110）
嘎斯3110（ГАЗ-3110）也只是嘎斯24的另一个现代化改造版本，于1997年投产，一年后即停止生产，2003年停止销售。3110的旅行车版本嘎斯310221至2005年仍保持生产。轿车版本在其生产的最后一年对前灯式样进行了修改，而旅行车版本仍保持了1997年的前灯式样。这种古老的样式可以一直追溯到1972年。
3110的替代产品，嘎斯31105于2004年早期进入生产。该车是由嘎斯24发展而来的最新与最现代的版本，而31105的旅行车版本计划将于不久的将来推出。

## 第五代（嘎斯3105）

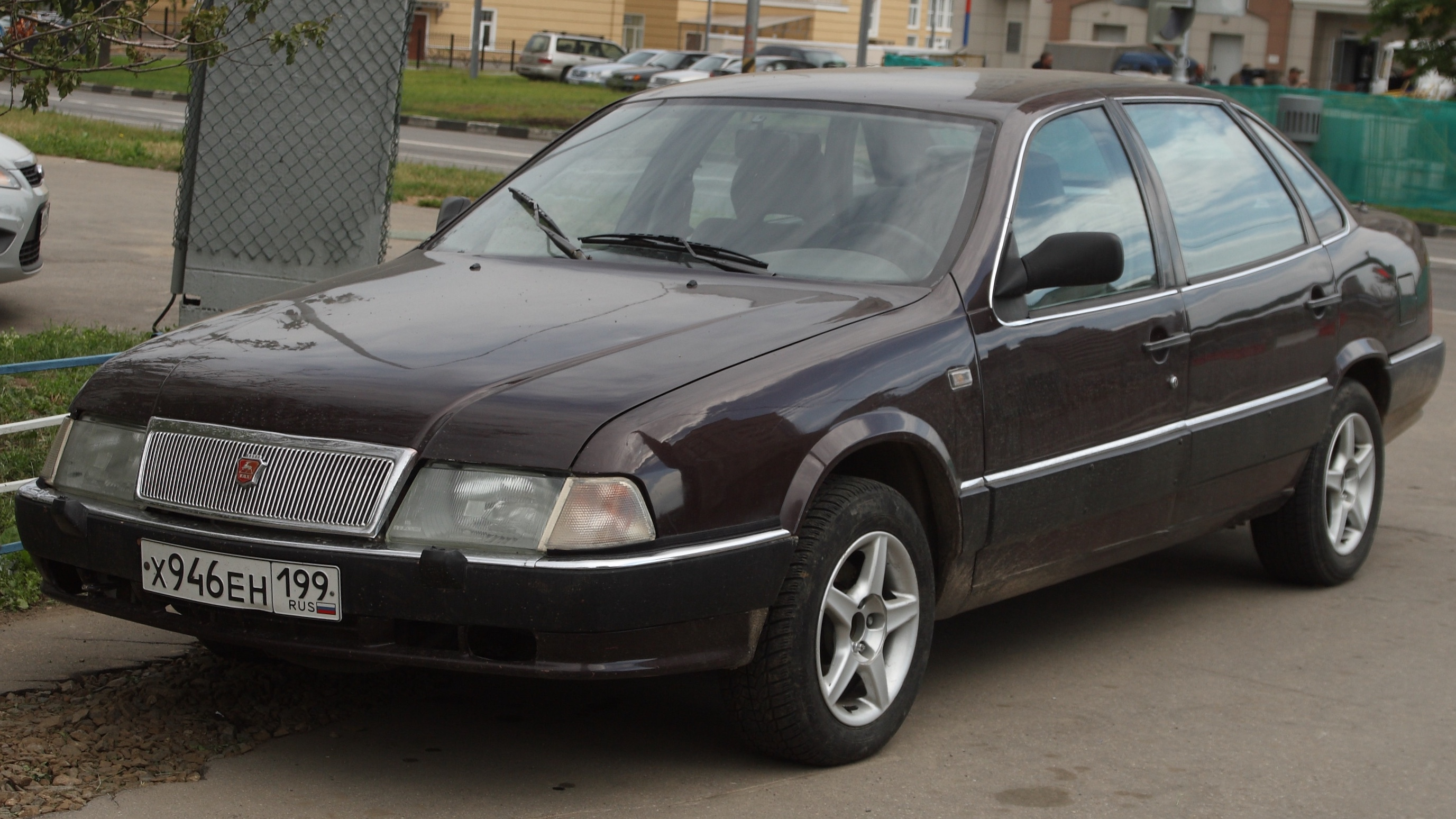
嘎斯3105

除了嘎斯24基础上的衍生车款，高尔基汽车厂也在近年同样推出了两款全新车型。四轮驱动、OHC V8引擎的豪华版嘎斯3105曾在1994年至1997年间进行了试生产，但仅仅生产了几百部后就停产了。

## 第六代（嘎斯3111）
继3105之后，其换代产品后轮驱动的嘎斯3111在1998年至2003年间进行了生产。旨在进军俄国以外的西方车消费市场。由于生产成本过高，其8,800美圆的起价使之毫无市场竞争优势，不久后退出生产。

## 第七代（嘎斯31105）

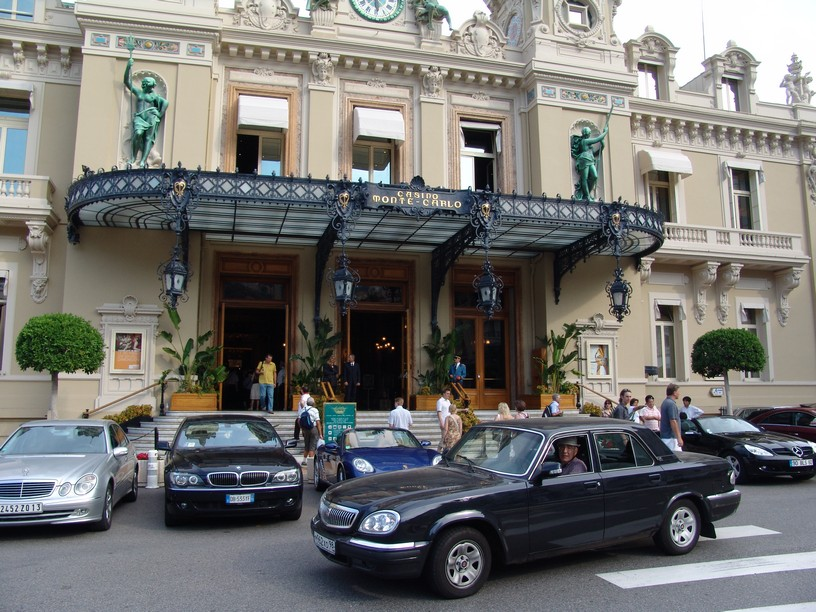
GAZ 31105在摩纳哥街头

嘎斯31105（ГАЗ-31105）作为短命的嘎斯3110的二代产品于2004年投产。该车前部的格栅与车灯式样等借鉴了3110进行了大幅修改，车身颜色也重新进行了设计，使之外观更加现代化。目前31105只有轿车款型，旅行车式样仍然维持着310221的销售。

## 最近的发展
目前市面上有三款伏尔加汽车仍处销售，分别是1982年推出的3102、1997年推出的310221、及2004新推出的31105。三者皆是在嘎斯-24的基础上发展而来的，等级和价格由高至低，最便宜的31105起价约7,000美圆。
伏尔加车的产量在1990年代达到顶峰，约为100,000左右。随着俄国国内经济形势的恶化，产量锐减，到2000年时只剩56,000辆。随着近些年出口渠道网络的逐渐恢复，产量逐渐回升，2004年已至70,000部左右。
2005年12月，高尔基汽车厂宣布，伏尔加汽车将会在两年的时间内逐步退出市场，进而转向利润更高的卡车、商务用车和大客车的生产。2006年，高尔基汽车厂与戴姆勒-克莱斯勒公司达成一项协议，引进道奇层云与克莱斯勒百灵两款中级车的生产设备与知识产权，在俄国国内投入生产，协议同时允许在此基础上进行的新车开发。届时将停止其唯一主品牌轿车伏尔加的生产。
2008年2月29日雷诺汽车集团收购伏尔加汽车25%的股份，投资额达到10亿美元。